# Bazet

Bazet este o comună în departamentul Hautes-Pyrénées din sudul Franței. În 2009 avea o populație de 1.601 de locuitori.

## Evoluția populației
| An        | 1975  | 1982  | 1990  | 1999  | 2006  | 2009  |
| --------- | ----- | ----- | ----- | ----- | ----- | ----- |
| Populație | 1.180 | 1.516 | 1.453 | 1.298 | 1.381 | 1.601 |